# Rinderwahnsinn (Band)
Rinderwahnsinn war eine von 1993 bis 2001 aktive Musikgruppe aus Frankfurt am Main, die deutschsprachigen Alternative Metal spielte.
Beeinflusst war die eigenwillige und eigenständige Musik der Band durch Hardcore, Deutschpunk, Alternative und Noise-Rock.

## Geschichte
Rinderwahnsinn wurde im Jahr 1993 von Frank Simon, Christian Gruhlke und den beiden auch bei Harmful tätigen Aren Emirze und Chris Aidonopoulos gegründet.
Ein Jahr später erschien mit B.R.E.T.T. über ZYX Music das Debütalbum der Band. Grotesk anmutende Texte wie in "Ich spuck Blut", "Benzin" oder „Auf dem Land“ brachten der Band eine gewisse Aufmerksamkeit im Underground ein.

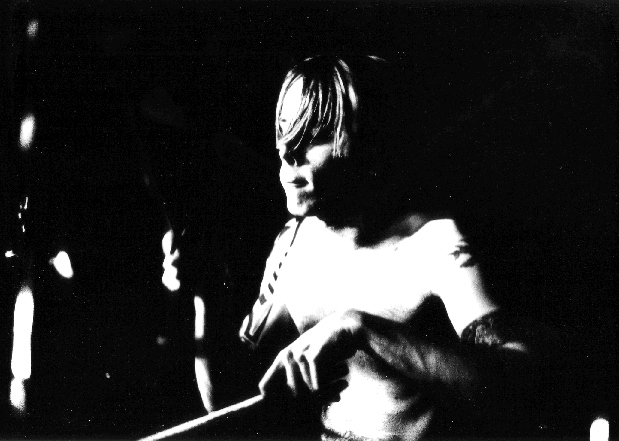
Gründungsmitglied Christian Gruhlke, der nach seinem Ausstieg 1996 durch Tim Stüben ersetzt wurde

1996 folgte das im Frankfurter „Art of June“-Studio von Heinz Hess abgemischte sperrige Zweitwerk Vorhof zur Hölle über das Nürnberger Plattenlabel Semaphore. Es schloss sich eine ausgiebige Tour – unter anderem als Vorband der aufstrebenden Korn – an, nach deren Ende Schlagzeuger Gruhlke die Band verließ. Ersetzt wurde er durch den von Humanimal Bunch bekannten Tim Stüben, der schon vor der Namensgebung als „Rinderwahnsinn“ – die Band hieß zuvor Earblast – kurzzeitig Teil der Musikgruppe gewesen war.
Im Jahr 1997 veröffentlichte die Band nach einer neuerlichen Aufnahme im „Art of June“-Studio von Heinz Hess ihr drittes Album, das nach einer darauf befindlichen „meisterlichen“ Coverversion des Ideal-Stücks Herrscher benannt war. Erstmals wurde Rinderwahnsinn dabei durch eine groß angelegte Werbekampagne unterstützt. Die Verkaufszahlen blieben jedoch hinter den Erwartungen der Plattenfirma zurück. Zwei elektronisch geprägte Remixe, die als Bonustitel auf der CD zu finden waren, sorgten unter Musikkritikern für einige Kontroversen.
Nach dem Konkurs ihrer alten Plattenfirma wurde schlussendlich 2000 über bluNoise mit dem in Frankreich aufgenommenen Kampf der Welten das vierte und letzte Album auf den Markt gebracht. Mit „Telepathie“ war erneut ein Ideal-Titel vertreten, wobei dieses Mal lediglich der Text adaptiert und die Musik dazu komplett neu geschrieben worden war.
Bis zu ihrer Auflösung 2001 hatte die Band insgesamt ca. 200 Konzerte gespielt, darunter u. a. mit den Melvins und Subway to Sally. Zu Disputen führten Auftritte von Rinderwahnsinn als Vorband der aufgrund ihrer Vergangenheit umstrittenen Böhse Onkelz.
Ende 2004 gab die Band ein Reunion-Konzert und am 22. Mai 2008 fand ein gemeinsames Konzert mit Angst vor Clowns, ein damaliges Projekt von Gerd Knebel (u. a. Flatsch, Badesalz) und Aren Emirze, in der Frankfurter Batschkapp statt. Anfang 2009 folgte ein Konzert in Aschaffenburg.
Im Jahr 2014 erschien über No Balls Records auf Vinyl mit 1993–2001 eine limitierte Kompilation mit Songs aller vier Studioalben, zusätzlich liegt der Veröffentlichung eine Bonus-7″-Single bei.
2015 ging Rinderwahnsinn unter dem Motto Kuh Kern Live 2015, dieses Mal mit beiden Schlagzeugern an den Drumsets, erneut auf kleine Tour und spielte in Osnabrück (Bastard Club), Frankfurt (Zoom) und München (kleiner Backstage Club).
Chris Aidonopoulos und Tim Stüben sind in den folgenden Jahren noch als Duo Holon aktiv, Aidonopoulos macht solo als Aidon Musik. Aren Emirze veröffentlicht unter anderem mit seinem Soloprojekt Emirsian Musik, als Taskete! tritt er mit Florian Weber (Sportfreunde Stiller) auf.

## Stil

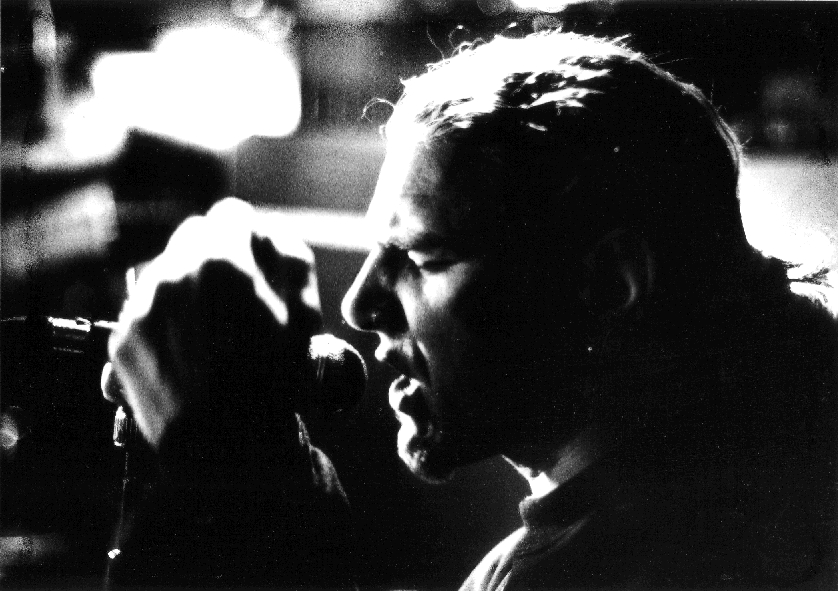
Riefen zwiespältige Reaktionen hervor: Die Texte von Sänger Frank Simon

Rinderwahnsinn stach nicht zuletzt aufgrund der „lyrischen Brachialität“ aus der Masse hervor. Simon setzte die deutsche Sprache und den „psychopathisch angehauchten Sprechgesang“ wie ein zusätzliches Instrument ein, wobei die Inhalte oftmals unklar blieben. Die dem Zuhörer viel Raum für Interpretationen bietenden „Texte sind teilweise Aufruf, stellenweise Selbstgespräch, manchmal klingen sie wie ein Tagebucheintrag, meistens sind es aber eindrücklich gesprochene Geschichten, erzählt auf eine mal bedrückende, mal kranke, mal aufputschende Art und Weise“. Auf der einen Seite glänzte der Sänger „mit intelligenten Texten und einem extrem hohen Wiedererkennungswert“, andererseits störte „die sperrige Wortwahl und die dadurch bedingte unrhythmische Phrasierung den Fluss der Musik“, so ein Rezensent der Rock Hard.

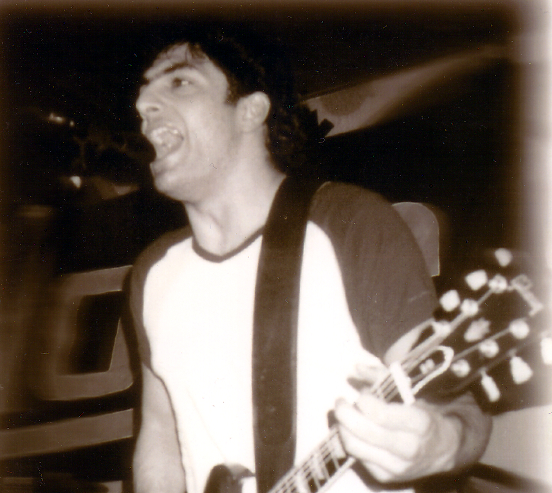
Haupt-Songwriter Emirze, 1997

Musikalisch standen die fast ausnahmslos von Emirze im Alleingang komponierten Stücke von Rinderwahnsinn für „modernen Metal, ein wenig Alternative und HC-Fragmente“. Weitere Wurzeln waren im 80er-Jahre-Deutschpunk auszumachen, die durch Noise-Elemente ergänzt wurden. Dabei bewegten sich die „hochdramatischen Songs … gänzlich unabhängig von kommerziellem Denken und Kalkül“.
Insgesamt sah sich die nonkonforme, „schwer zugängliche und extrem nervenaufreibende“ Band mit stark gegenläufigen Wahrnehmungen konfrontiert. Während einerseits statiert wurde, dass Rinderwahnsinn niemals Gefahr liefe, „im Mittelmaß stecken zu bleiben [und] schweißtreibend, tanzbar, ansteckend moshbar“ zu sein, wurde der Band andererseits „extrem langweiliges und hochgradig peinliches“ „Gebolze der simpelsten Sorte“ vorgeworfen: „Man kennt jeden Riff, jeder Schlag der Drums ist vorhersehbar, keine originellen Breaks… einfach nichts, was im Gedächtnis bleibt!“ Die vermeintliche „Vorhersehbarkeit der Songs“ wird anderswo bestritten; Rinderwahnsinn „[macht] ‚Kopf-Musik‘ und [will] aufmerksam gehört werden. … [Die Band ist] schwer zu konsumieren, [bleibt] aber, sobald man Zugang gefunden hat, auch auf Dauer interessant“.
Live machten die Bandmitglieder durch ihren „völlig schizophrenen Sänger, den beiden bulligen Saitenhoblern und dem nackt spielenden Drummer [Gruhlke]“ von sich reden.

## Diskografie
- 1994: B.R.E.T.T. (CD; ZYX Music)
- 1996: Vorhof zur Hölle (CD/MC; Semaphore)
- 1997: Herrscher (CD; Semaphore)
- 2000: Kampf der Welten (CD; BluNoise Records)
- 2014: 1993–2001 (LP/LP+7″; No Balls Records)

## Musikvideos
- 1994: Ich spuck Blut
- 1996: Ich krieg dich (Regie: Andreas Marschall)